# Metrô (banda)
Metrô é uma banda brasileira de new wave formada em 1978, sob o nome A Gota Suspensa, antes de se rebatizada, em 1984. 
Iniciou como uma banda de rock progressivo, mudando para o new wave, tornando-se um dos grupos mais bem-sucedidos da cena brasileira da década de 1980.

## História

### Início eA Gota Suspensa(1978–1984)
A banda que viria a se tornar o Metrô foi fundada em 1978, inicialmente com o nome A Gota Suspensa, uma formação mutante, em que participaram vários músicos e cantores, entre eles Freddy Haiat, Kuki Stolarsky, Marcinha Montserrath, Mike Reuben. O núcleo que mais tarde viraria Metrô era composto por cinco colegas franco-brasileiros que estudavam no Liceu Pasteur, colégio francês de São Paulo: a atriz e modelo Virginie Boutaud (vocais), Alec Haiat (guitarra), Yann Laouenan (teclados), Xavier Leblanc (baixo) e Dany Roland (bateria). 
A Gota era um conjunto de rock progressivo experimental inspirado por bandas como Pink Floyd, King Crimson, Novos Baianos, pelo movimento tropicalista, entre outros. Aos poucos o som foi fidelizando um público juvenil cada vez mais numeroso, que os seguia em suas apresentações em colégios e em festivais de música, em São Paulo. 
Aos poucos passaram a se apresentar em espaços muito característicos desta época, como Clash e Carbono 14. Em 1983, a fita que gravaram para se candidatarem ao festival interno do Colégio Objetivo interessou um produtor independente, mecenas dos primeiros registros do som da Gota em estúdio. O álbum A Gota Suspensa foi lançado pela gravadora independente "Underground Discos e Artes", com a participação de Tavinho Fialho no contrabaixo, no lugar de Xavier, e Marcel Zimberg (saxofone e flauta). O disco não foi um sucesso comercial, mas foi muito bem-recebido pela crítica, adquirindo o status de cult.
A Gota suspensa participou do festival De aguas Claras, em 1984, no mesmo palco aonde se apresentaram Sossega Leão, Arthur Moreira Lima, Raul Seixas, Egberto Gismonti, Sá e Guarabira, Clementina de Jesus, Língua de Trapo, João Bosco e outros.
O álbum e o sucesso de público da Gota chamaram a atenção de várias gravadoras, entre elas a Som Livre e a CBS Records. Alec, Dany, Virginie, Yann e Xavier acabaram assinando com esta última um contrato para três discos. O som da banda passava a ter novas influências, como Blondie, Rita Lee, The B-52's, Devo, e Kraftwerk. Surgia então um estilo musical mais "acessível",  uma sonoridade mais pop e menos experimental. Em 1984, o nome foi trocado para Metrô. Seu primeiro lançamento foi o bem sucedido compacto "Beat Acelerado", que trazia no Lado B "Sândalo de Dândi".

### Olhar, ascensão à fama e saída de Virginie (1985–1986)
Em 1985 o Metrô lançou pela Epic Records seu primeiro álbum, Olhar, produzido por Luiz Carlos Maluly. Em vinil e cassete, o álbum contém os hits "Tudo Pode Mudar", "Cenas Obscenas" (que contou com uma participação especial do ex-João Penca e Seus Miquinhos Amestrados, Leo Jaime), "Johnny Love" (incluída na trilha sonora do filme de 1985 Rock Estrela, de Lael Rodrigues, no qual o Metrô faria uma participação junto a Leo Jaime) e "Ti Ti Ti" de Rita Lee e Roberto de Carvalho (tema de abertura da novela homônima exibida de 1985 a 1986). O álbum também contou com participações especiais de Guilherme Isnard (do Zero) e da banda Degradée, na qual tocava o irmão de Alec Haiat, Freddy.
O Metrô logo se tornou um dos grupos mais famosos e bem-sucedidos do Brasil, chegando a fazer sete shows em uma semana, aparecendo constantemente em programas de auditório, como Cassino do Chacrinha, Clube do Bolinha, Programa Raul Gil, Programa Barros de Alencar, Globo de Ouro, Fantástico e Perdidos na Noite. Também contribuíram com uma canção para o álbum da popular série televisiva infantil Balão Mágico, "Não Dá pra Parar a Música", também lançado em 1985.
Apesar de seu imenso sucesso, as intensas e ininterruptas viagens da turnê acabaram implodindo o grupo. Parte do grupo sentia falta da fase mais experimental, queriam mudar mais uma vez de som e de vida, se distanciar do som new wave que vinham desenvolvendo até então como Metrô. Virginie saiu da banda em 1986. Alec, Yann, Dany e Xavier engataram o projeto "A Mão de Mao". Quanto a Virginie, após ter conhecido outros universos musicais trabalhado com Arrigo Barnabé e Philippe Kadosch, entre outros, formou com Dom Beto, Albino Infantozi e Nilton Leonardi, a banda "Virginie & Fruto Proibido". O álbum Crime Perfeito foi lançado em 1988. "Más Companhias", parceria de Virginie com Don Beto, entrou na trilha sonora da novela global Fera Radical.

### A Mão de Maoe separação (1987–1988)
No lugar de Virginie, o cantor e músico português Pedro d'Orey (também conhecido como Pedro Parq) assumiu os vocais do Metrô. Pedro foi um dos membros fundadores do grupo de rock experimental Mler Ife Dada. Com d'Orey, o Metrô seguiu uma direção mais vanguardista e experimental. Pedro propôs mudar o nome de Metrô para "Tristes Tigres", a fim de expressar uma vez mais uma mudança de linguagem, mas a Epic Records não o permitiu. E, assim, em 1987, saiu o segundo álbum do Metrô (e o único com D'Orey como vocalista), A Mão de Mao.
Apesar de uma recepção bastante favorável por parte da crítica, A Mão de Mao foi um fracasso de vendas. A nova direção musical não seduziu seus fãs. O Metrô interrompeu a parceria em 1988. Novos projetos nasceram: Dany Roland e Xavier Leblanc se juntaram a André Fonseca e Cherry Taketani em o Okotô. Após se mudarem temporariamente para Bruxelas, na Bélgica, Dany Roland e Yann Laouenan formaram a banda de rock alternativo "The Passengers" com Diako Diakoff, Denis Moulin e Jack Roskam, lançando um consideravelmente bem-sucedido álbum de mesmo nome em 1992. Algum tempo depois, Xavier Leblanc abriu com a esposa Claudia Junqueira o bistrô francês La Tartine em São Paulo.
Em 1993 Dany Roland mudou-se definitivamente para o Rio de Janeiro, onde começou a trabalhar com design de som, cinema, além de frequentemente trabalhar como ator em peças de teatro, dirigidas por sua companheira Bia Lessa. Alec Haiat abriu com seu irmão Freddy a HABRO, uma importadora de instrumentos musicais.
Pedro d'Orey voltou a Portugal onde formou outras bandas.
Virginie pôs de lado a carreira musical após o término de seu projeto Virginie & Fruto Proibido. Em 2003 se casou com o diplomata francês Jean-Michel Manent, tendo com ele duas filhas. Antes de se estabelecer em Toulouse, na França, ela, Manent e suas filhas viveram em lugares como a Namíbia, Moçambique, Uruguai e Madagascar.

### Primeira reunião eDéjà Vu(2002–2004)
Em 2001, a retomada do trabalho da banda foi evocada por alguns de seus membros, assim como o produtor de Olhar, Luiz Carlos Maluly. O caminho escolhido por Dany, Yann e Virginie na época foi o de gravar o álbum Déjà Vu na casa de Dany, no Rio de Janeiro. Alec decidiu não participar da reunião devido a razões pessoais e seu envolvimento com outros projetos na época, e foi então substituído pelo também membro da Patife Band e do Okotô André Fonseca. Xavier Leblanc, que também estava ocupado com seu bistrô, serviu apenas como um músico convidado na faixa "Achei Bonito" e "Johnny Love". Déjà Vu foi lançado pela gravadora independente Trama em 2002; o disco tem uma sonoridade ilustrada por ingredientes de música folclórica brasileira, samba, bossa nova, lounge e MPB. Nele, o Metrô contou com a participação especial de inúmeros convidados, como Preta Gil, Jorge Mautner, Nelson Jacobina, Waly Salomão e Lucas Santtana, entre outros. Um ano após o lançamento do álbum Yann deixou a banda para se focalizar em outros projetos, e foi substituído nas apresentações pelo jovem Donatinho (então com 17 anos) e filho do grande pianista João Donato.
Em 2004 fizeram uma série de shows no Brasil, na França, Inglaterra, Moçambique e em Portugal. Em Lisboa participaram da compilação Amália Revisited, um tributo à cantora portuguesa Amália Rodrigues, gravando um cover da canção "Meu Amor, Meu Amor". Esta homenagem foi lançada em 2005 pela gravadora Different World. Após esta turnê, os membros do Metrô seguiram novamente outros projetos pessoais.

### Show de 30º aniversário, terceira reunião e novo álbum (2014 – hoje )
Em setembro de 2014, o Metrô foi convidado a se reunir para uma apresentação na comemoração dos 50 anos do Lycée Pasteur. Em 8 de novembro de 2014, fizeram em São Paulo um show em que celebravam igualmente o reencontro dos cinco no palco depois de trinta anos, e o 30º aniversário do álbum Olhar.
Em maio de 2015 o Metrô anunciou uma terceira e definitiva reunião, mais uma vez com sua formação original: seu show de retorno aconteceria na Virada Cultural de São Paulo em 21 de junho, mas este teve que ser cancelado devido à morte do marido de Virginie. A banda se apresentou ao vivo no Domingo Legal em 16 de agosto de 2015, tocando uma canção inédita, "Dando Voltas no Mundo". Em 2016 a banda se apresentou na Virada Cultural, marcando definitivamente seu retorno. A banda marcou presença também em programas de TV, como no Domingão do Faustão, participando do quadro Ding Dong, onde cantaram "Tudo Pode Mudar" e um trecho de "Beat Acelerado". Lá também foi anunciado o relançamento do álbum Olhar em uma edição especial. O álbum duplo comemorativo foi lançado em pré-venda em 22 de julho de 2016. Dois singles foram lançados desde a volta do Metrô: "Dando voltas no mundo" e "A vida é bela lalaiá". Metrô faz turnês anuais no Brasil.

## Integrantes

### Formação Inicial e Membros Atuais.
- Virginie Boutaud - vocais (1979–1986, 2002–2004, 2006, 2014–)
- Dany Roland - bateria, percussão (1979–1987, 2002–2004, 2014–)
- Alec Haiat - guitarra (1979–1988, 2014–)
- Yann Laouenan - teclado (1979–1988, 2002–2003, 2014–)
- Xavier Leblanc - baixo (1979–1988, 2002, 2014–)

### Ex-membros
- Pedro Parq (Pedro d'Orey) - vocais (1986–1988)
- Marcel Zimberg - Saxofone e flauta (1982–1983)
- Edmundo Carneiro - Percussão (1987–1988)
- André Fonseca - Guitarra (2002–2004)
- Donatinho - Teclados (2003–2004)
- Freddy Haiat - Teclados (1978)
- Marcia Montserrath - Cantora (1979–1980)
- Helcio Muller - Flauta (1982)
- Mike Reuben - Guitarra e voz (1978)
- Kuki Stolarski - Percussão (1978–1979)

## Discografia

### Álbuns de estúdio
- 1983: A Gota Suspensa (creditado à banda A Gota Suspensa)
- 1985: Olhar
- 1987: A Mão de Mao
- 2002: Déjà Vu

### Singles
- 1984: "Beat Acelerado" / "Sândalo de Dândi"
- 1985: "Cenas Obscenas" / "Johnny Love"
- 1985: "Ti Ti Ti"
- 1985: "Tudo Pode Mudar"
- 1985: "Não Dá pra Parar a Música" (com a Turma do Balão Mágico)
- 1987: "Gato Preto"
- 1987: "Lágrimas Imóveis"
- 2016: "Dando Voltas no mundo"
- 2016: "A vida é bela lalaiá"

### Compilações
- Back to New Wave volumes 1, 2 e 3
- Ti Ti Ti ( Trilha da novela da Rede Globo )
- Pop Rock Nacional MTV
- Dance-Mix
- Os Grandes Sucessos da Turma do Balão Mágico
- Promocional CBS 1984
- Rock Estrela (trilha sonora)
- Amália Revisited
- Divas do Brasil - EMI música alternativa - Portugal 2003
- The best of Brasil - EMI música alternativa - Portugal 2003
- Brasil Lounge - EMI música alternativa - Portugal 2003

### OLHAR - Álbum comemorativo Julho de 2016
. CD digipack duplo edição comemorativa com faixas ao vivo gravadas na tour de 1985 + bônus - Sony Music